# Royal Gurkha Rifles
Die Royal Gurkha Rifles (deutsch Die königlichen Gurkha-Jäger) sind ein Regiment des Britischen Heeres, dessen Soldaten in Nepal rekrutiert werden. Es besteht aus zwei Bataillonen leichte Infanterie und mehreren unabhängigen Einheiten.

## Geschichte
Im Zuge der Umsetzung des Verteidigungsweißbuchs Options for Change (1994) wurde zum 1. Juli 1994 aus den bis dahin vier Gurkha-Rifles-Regimentern der Gurkha-Brigade der British Army deren seitdem einziges Gurkha-Infanterieregiment gebildet. Jedes alte Regiment bestand aus einem aktiven Bataillon und ging wie folgt im neuen Regiment auf:
- 1. Bataillon, The Royal Gurkha Rifles
  - 2nd King Edward VII’s Own Gurkha Rifles (The Sirmoor Rifles)
  - 6th Queen Elizabeth’s Own Gurkha Rifles
- 2. Bataillon, The Royal Gurkha Rifles
  - 7th Duke of Edinburgh’s Own Gurkha Rifles
- 3. Bataillon, The Royal Gurkha Rifles
  - 10th Princess Mary’s Own Gurkha Rifles

In Folge des Abzugs britischer Truppen aus Hongkong, damals Standort der Gurkha Brigade, wurde 1996 das dritte Bataillon mit dem zweiten verschmolzen.
Um Personalmangel der Linieninfanterie auszugleichen, wurden zwischen 1994 und 2004 bei gleichzeitiger Überzahl an Gurkhas bis zu fünf Bataillone anderer Regimenter (für 3 bis 7 Jahre) mit jeweils einer Gurkha-Verstärkungskompanie aufgefüllt. Obwohl diese Kompanien das Abzeichen der Royal Gurkha Rifles trugen, waren sie vollständig in das jeweilige Bataillon integriert und nahmen an deren Einsätzen u. a. im Irak und in Afghanistan teil. Aus demselben Grund waren von 2009 bis 2012 erneut drei Gurkha-Verstärkungskompanien im Dienst.
2018 wurde im Rahmen von Army 2020 Refine, der fortgeschriebenen Umsetzung des Weißbuchs National Security Strategy and Strategic Defence and Security Review (2015), die Wiederaufstellung des 3. Bataillons angekündigt, die zum 31. Januar 2020 erfolgte. Im Rahmen von Future Soldier (2021) wurde das Bataillon angehalten und seine Kompanien Bataillonen des Ranger Regiment angegliedert.

## Unterstellungen
Als Gurkha-Einheit unterstehen die Royal Gurkha Rifles administrativ der Brigade of Gurkhas. Beider Hauptquartier ist in Camberley. Als Infanterie unterstehen sie der die Rifles-Regimenter verwaltenden Light Division.

### Infanteriebataillone
Die großen Einheiten sind das erste Bataillon (1 RGR) und das zweite Bataillon (2 RGR). Alle drei Jahre tauschen 1 RGR und 2 RGR miteinander Standort und Einsatzrolle.
Ein Bataillon ist in Shorncliffe (südwestlich von Folkestone) stationiert und wird als Air Assault Infantry (dt. etwa Luftsturminfanterie) innerhalb der 16 Air Assault Brigade eingesetzt.
Das andere Bataillon ist als leichte Infanterie mit Spezialisierung in Dschungelkrieg in der britischen Garnison in Brunei stationiert.

### Verstärkungskompanien
Kompanie F („Falklands“) ist Teil des 2nd Battalion, Ranger Regiment.
Kompanie G („Coriano“) ist Teil des 4th Battalion, Ranger Regiment.
Die beiden Kompanien sollten ursprünglich ein eigenständiges Bataillon (wieder aufgestelltes 3 RGR) innerhalb der damaligen Specialised Infantry Group bilden. Bei deren Umwidmung zur Army Special Operations Brigade und der Umwandlung der anderen ihr unterstellten Bataillone zum Ranger Regiment wurden die Gurkha-Kompanien auf diese verteilt. Beide sind bei der Brigade in der Garnison Aldershot stationiert.
Kompanie A („Krithia“) wurde 2024 aufgestellt und ist als Teil des 1st Battalion, Ranger Regiment mit diesem in Belfast stationiert.

### Übungsgegner
Darüber hinaus gibt es weitere Einheiten, die das Emblem der Gurkha Rifles an der Kopfbedeckung tragen. Ihr Auftrag ist die Darstellung gegnerischer Kräfte (OPFOR/Feinddarstellung) in realistischen Kampfsimulationen:
- Gurkha Company (Sittang) an der Royal Military Academy Sandhurst
- Gurkha Wing (Mandalay) an der Infantry Battle School (dt. Infanteriekampfschule) in Brecon[12][13]
- Gurkha Company (Tavoleto) im Land Warfare Centre (dt. Landkriegszentrum) in den Waterloo Lines, Warminster[14]
- Gurkha Company (Babaji) am Infantry Training Centre (dt. Infanterietrainingszentrum) in der Catterick Garnison[15]

Die Beinamen (in Klammern) erinnern an Battle Honours des Zweiten Weltkriegs bzw. des Falklandkriegs.

## Tradition

### Traditionslinien
| The Sirmoor Battalion          | The 2nd King Edward VII’s Own Gurkha Rifles (The Sirmoor Rifles) | The Royal Gurkha Rifles |
| The Cuttack Legion             | The 6th Queen Elizabeth’s Own Gurkha Rifles                      | The Royal Gurkha Rifles |
| Assam Sebundy Corps            | The 7th Duke of Edinburgh’s Own Gurkha Rifles                    | The Royal Gurkha Rifles |
| 14th Battalion of Coast Sepoys | The 10th Princess Mary’s Own Gurkha Rifles                       | The Royal Gurkha Rifles |

### Protokoll
Aufgrund der besonderen Tradition als Leichte Infanterie haben sich im Regiment verschiedene Abweichungen von Regeln und Dienstvorschriften der britischen Armee erhalten. Ebenso wie The Rifles marschieren The Royal Gurkha Rifles in Formation nicht in den Standardschrittfrequenzen der britischen Armee, langsamer Marsch (68 Schritt/min englisch slow march) oder schneller Marsch (120 Schritt/min englisch quick march), sondern im Eilmarsch (140 Schritt/min, englisch quick march of the rifles) oder im Laufschritt (180 Schritt/min, englisch double past). Dabei wird das Gewehr nicht geschultert, sondern am langen Arm getragen. Dies geht auf die Aufgaben der leichten Infanterie im 19. Jahrhundert zurück, die als Plänkerer und Flankenschutz den Garde- und Linienregimenter der Infanterie voraus schneller verlegen mussten.
Mannschaften der Royal Gurkha Rifles tragen als Seitenwaffe kein Bajonett, sondern ein traditionelles Kampfmesser, das Khukuri.
Dieses wird niemals am Gewehr aufgepflanzt getragen. Gurkha erhalten schon während ihrer Grundausbildung eine auf das Kukri spezialisierte Nahkampfausbilung.